# Pflach
Pflach je obec v Rakousku ve spolkové zemi Tyrolsko v okrese Reutte.
Žije zde 1 251 obyvatel (1. 1. 2011).